# Filialkirche Urgen
Die Kirche St. Wolfgang ist ein römisch-katholisches Gotteshaus im Ortsteil Urgen der Gemeinde Fließ im Tiroler Oberland. Sie gehört zur Pfarre Fließ und ist zu Ehren des heiligen Wolfgang geweiht.

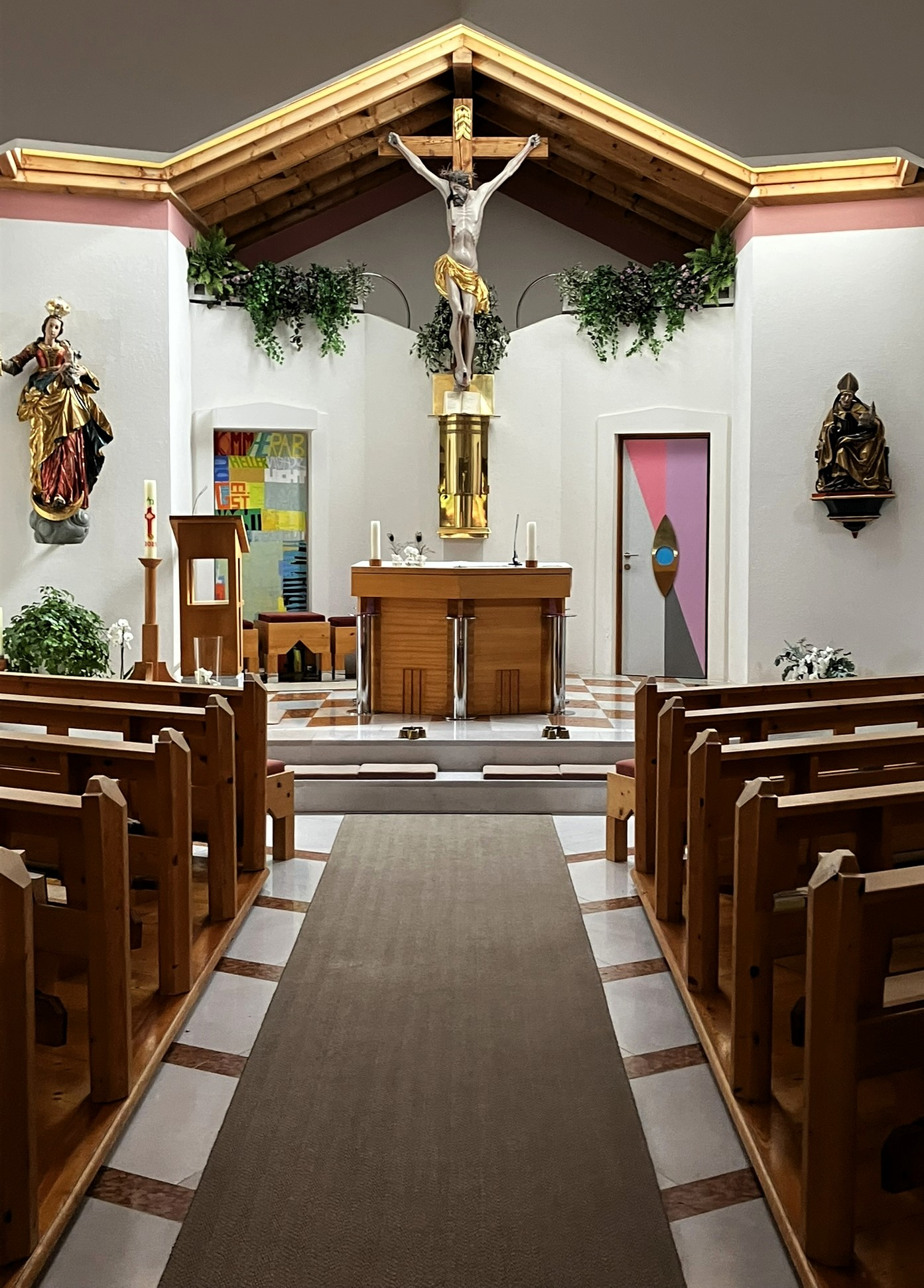

## Geschichte
Bereits 1751 wurde in Urgen eine Kapelle zum heiligen Wolfgang erwähnt. 1848 entstand eine neue Kapelle mit etwa 50 Sitzplätzen, die oberhalb des Weges errichtet wurde – entgegen ursprünglicher Pläne – auf Empfehlung des Pfarrers Maaß, um Hochwasserschäden zu vermeiden.
1957 renovierten die Urgener Bürger die Kapelle und erweiterten sie um einen Turm und eine Sakristei. Die künstlerische Ausgestaltung übernahm der Maler Engelbert Gitterle. Ab diesem Zeitpunkt wurden regelmäßig Gottesdienste, Christmetten und der Kirchtag am 31. Oktober gefeiert.
Aufgrund des starken Wachstums des Ortsteils Urgen wurde eine Erweiterung oder ein Neubau notwendig. Nach längerer Suche stellte die Familie Kathrein 1988 ein Grundstück zur Verfügung. Der Spatenstich für den Neubau erfolgte am 17. Juli 1988.
Die neue Kirche wurde unter der Leitung von Bürgermeister Otto Gitterle, Pfarrer Heinrich Thurnes und dem Bauausschussvorsitzenden Sebastian Gitterle errichtet. Die Planung übernahm Architekt Ekkehard Hörmann. Die Weihe erfolgte am 10. September 1989 durch Bischof Reinhold Stecher. Die Baukosten betrugen rund 4 Millionen ATS, finanziert durch Spenden und 3600 freiwillige Arbeitsstunden der Bevölkerung.

## Architektur und Ausstattung
Die Kirche mit 120 Sitzplätzen ist ein moderner Bau mit Zentralraumaufteilung und einer offenen mittleren Laterne. Auffällig sind die dreieckige Deckengestaltung sowie Kreis- und Ovalfenster in den Ecken.
Der Altarbereich wurde von der Firma Guggenberger aus Kramsach gestaltet. Er kombiniert neue Elemente – wie einen hölzernen Tischaltar mit verchromten Kanten und ein Messingtabernakel – mit historischen Objekten. Im Zentrum steht ein schlicht gehängter Kruzifixus, ein altes Wegkreuz, eine barocke Mondscheinmadonna mit Kind und Zepter (Leihgabe aus der Barbarakirche in Fließ) sowie eine 1992 angekaufte St.-Wolfgang-Statue mit Kirchenmodell (vermutlich aus Oberösterreich, um 1500).

## Orgel
Die Kirche verfügt über eine elektronische Orgel des niederländischen Herstellers Content, Modell D2600. Sie wurde 1995 eingebaut und besitzt 40 Register auf zwei Manualen und Pedal.